# Прель-э-Бов
Прель-э-Бов (фр. Presles-et-Boves) — коммуна во Франции, находится в регионе Пикардия. Департамент коммуны — Эна. Входит в состав кантона Фер-ан-Тарденуа. Округ коммуны — Суасон.
Код INSEE коммуны — 02620.

## Население
Население коммуны на 2010 год составляло 356 человек.
| 1962 | 1968 | 1975 | 1982 | 1990 | 1999 | 2010 |
| ---- | ---- | ---- | ---- | ---- | ---- | ---- |
| 263  | 273  | 333  | 330  | 347  | 343  | 356  |

## Экономика
В 2010 году среди 244 человек трудоспособного возраста (15—64 лет) 181 были экономически активными, 63 — неактивными (показатель активности — 74,2 %, в 1999 году было 65,8 %). Из 181 активных жителей работали 153 человека (87 мужчин и 66 женщин), безработных было 28 (12 мужчин и 16 женщин). Среди 63 неактивных 24 человека были учениками или студентами, 24 — пенсионерами, 15 были неактивными по другим причинам.